# Mark Lewisohn
Mark Lewisohn (16 de junho de 1958) é um autor e historiador britânico, considerado como uma das principais autoridades do mundo na banda de rock inglesa The Beatles.